# Cirugía en la Antigua Roma

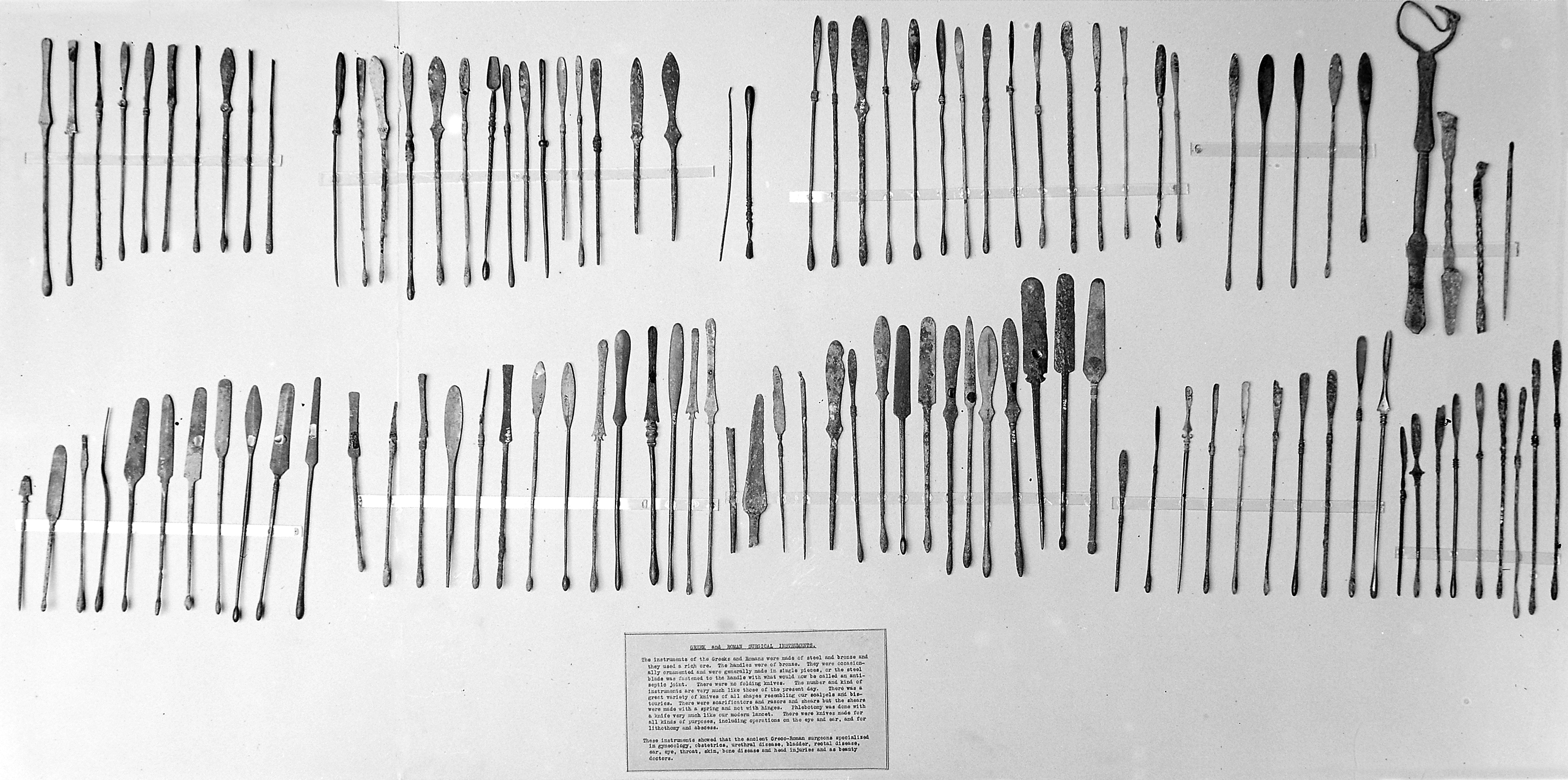
Instrumentos quirúrgicos romanos de la Wellcome Collection

Las antiguas prácticas quirúrgicas romanas se desarrollaron a partir de técnicas griegas . Los cirujanos y médicos romanos generalmente aprendían a través de prácticas o estudios. Los antiguos médicos romanos, como Galeno y Celso, describieron las técnicas quirúrgicas romanas en su literatura médica, como De medicina. Estos métodos abarcaron la cirugía oral moderna, la cirugía estética, las suturas, las ligaduras, las amputaciones, las amigdalectomías, las mastectomías, las cirugías de cataratas, las litotomías, la reparación de hernias, la ginecología, la neurocirugía y otras. La cirugía era una práctica rara, ya que era peligrosa y, a menudo, tenía resultados fatales. Para realizar estos procedimientos, utilizaron herramientas como espéculos, catéteres, enemas, palancas óseas, osteótomos, flebótomos, sondas, curetas, taladros óseos, fórceps óseos, ventosas, cuchillos, bisturís, tijeras y spathas.

## Historia
Las prácticas médicas romanas, incluida la cirugía, se tomaron prestadas de los griegos, y muchos cirujanos romanos procedían de Grecia. En el siglo II d. C., Galeno, un médico griego, avanzó en el conocimiento quirúrgico romano al combinar el conocimiento médico griego y romano. Aulo Cornelio Celso fue un enciclopedista romano notable por su obra De medicina. El texto describe operaciones como amigdalectomías y cirugía de cataratas. Junto a estos cirujanos y médicos, Sorano de Éfeso introdujo tecnología como la silla de parto. Los cirujanos se sintieron atraídos por la antigua Roma debido al potencial de éxito y riqueza. Los médicos aprendían a través de cursos privados de otros médicos, de sus familiares, en la ciudad de Alejandría, o de forma autodidacta. Los charlatanes y las malas prácticas eran habituales en la antigua Roma, ya que cualquier individuo, independientemente de su formación o cualificación, podía ejercer la medicina. Esto hizo que el público en general desconfiara de los médicos. Los cirujanos de mayor calidad a menudo servían a las clases altas. Según Celso, el cirujano perfecto sería un hombre joven con manos fuertes y firmes, ojos agudos, un espíritu fuerte y un fuerte sentido de empatía y compasión. La cirugía era rara en la marina de la antigua Roma, era raro que un paciente se recuperara y el procedimiento era peligroso. La mayoría de los procedimientos quirúrgicos se limitaron a laceraciones de la piel o amputaciones.

## Herramientas

### Ventosas
Las ventosas eran copas de succión redondas generalmente hechas de bronce o cuernos. Estaban hechos de diferentes materiales y tenían diferentes diseños y propósitos. También se utilizaron vasijas de bronce. Por lo general, contenían pelusa ardiente y estaban cerrados por un extremo y abiertos por el otro. Las copas de cuerno tenían pequeños forámenes en los extremos y cavidades cerradas con cera. Las copas tenían agujeros que se colocaban sobre las áreas lesionadas y las glándulas sudoríparas . Después de esto, la herramienta se usaría para extraer pus y "humor vicioso". También se utilizaron vasos de ventosas para ayudar a la sangría. Primero, se aplicaba calor al área. Luego, se cortaba la piel con un bisturí, seguido de esto, se sujetaba la copa a la zona para extraer la sangre.Se utilizaron dispositivos de ventosas más grandes para partes más grandes del cuerpo, como la espalda. Las copas más pequeñas se usaban para partes más pequeñas del cuerpo, como los brazos o el cuello.

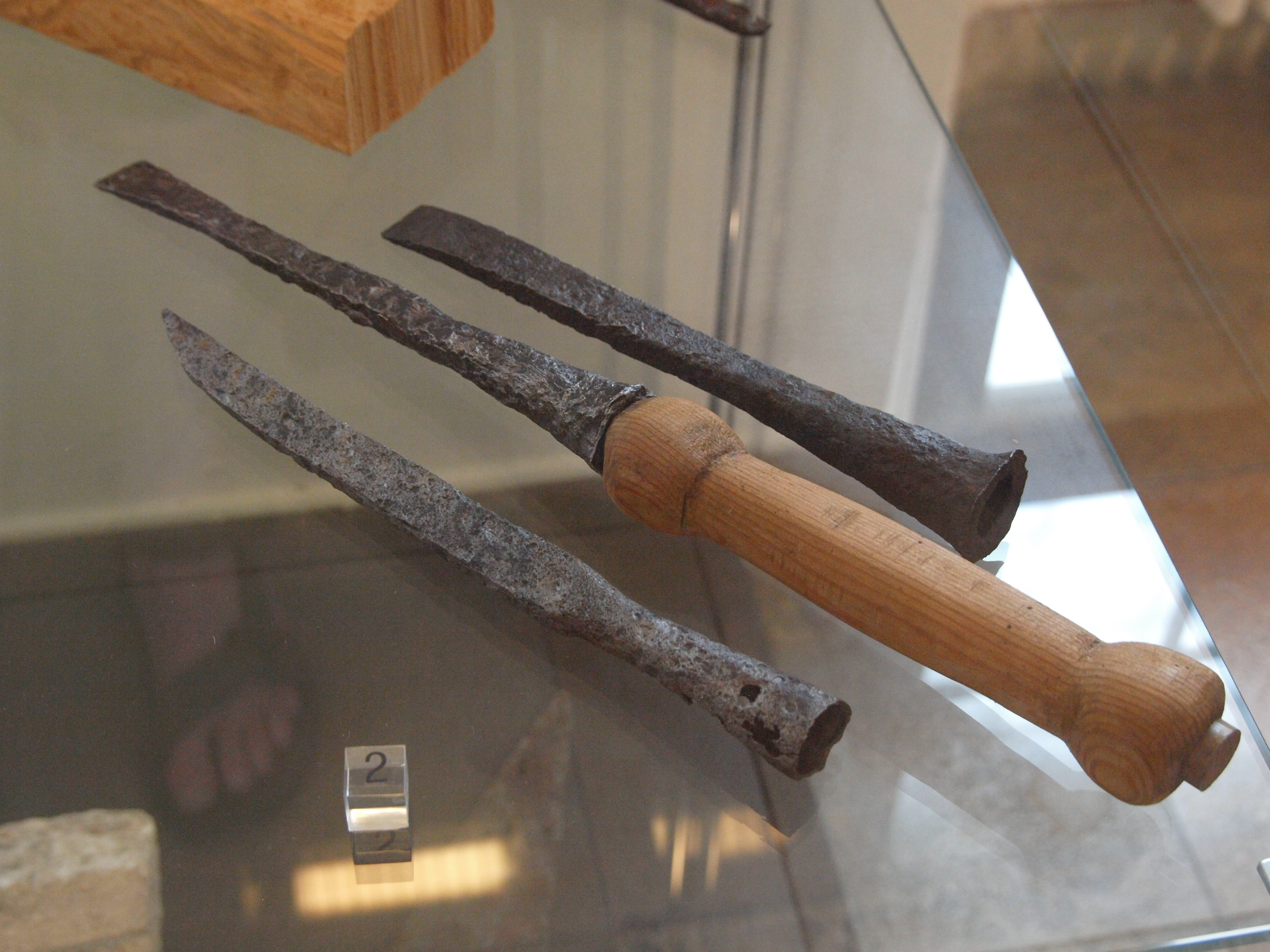
Antiguo cincel romano

### Cinceles y raspadores
Los raspadores estaban hechos de una hoja fijada a un eje en ángulo recto. Se usaban para tratar fracturas de huesos. En este procedimiento, la herida se rellenaba con ungüento negro, luego un trapo de lino se llenaba de aceite y, finalmente, se usaba para raspar los huesos. Hacían incisiones y quitaban la piel para mantenerla o los huesos en su lugar. Estas herramientas estaban hechas de acero y cubiertas con decoraciones en espiral. Los cinceles se usaban durante cirugías en dientes o huesos. Un tipo de cincel, conocido como lenticular, se usaba en neurocirugía. Estaba hecho de una protuberancia lisa y redondeada, que se insertaba en el cráneo abierto o en las meninges. Martillos y bloques se usarían junto con los cinceles. Para amputar una extremidad, se colocaba sobre un bloque, luego se usaba un cincel para cortarla.Los litoritos eran tipos de cinceles diseñados para eliminar el cálculo de la vejiga. Serían golpeados a través del cálculo, eventualmente rompiéndolo.

### Taladros y palancas

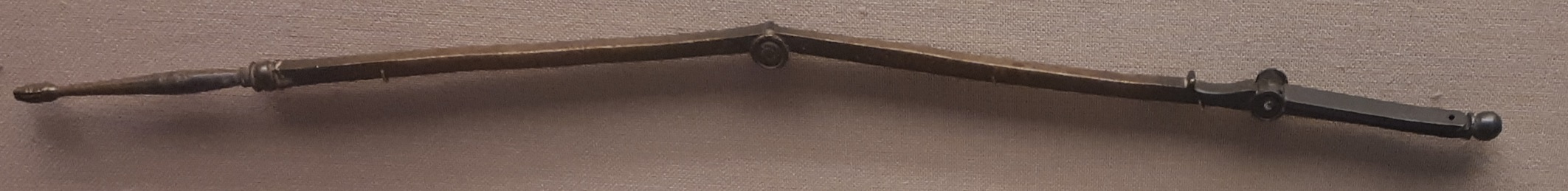
Mango plegable para un taladro quirúrgico

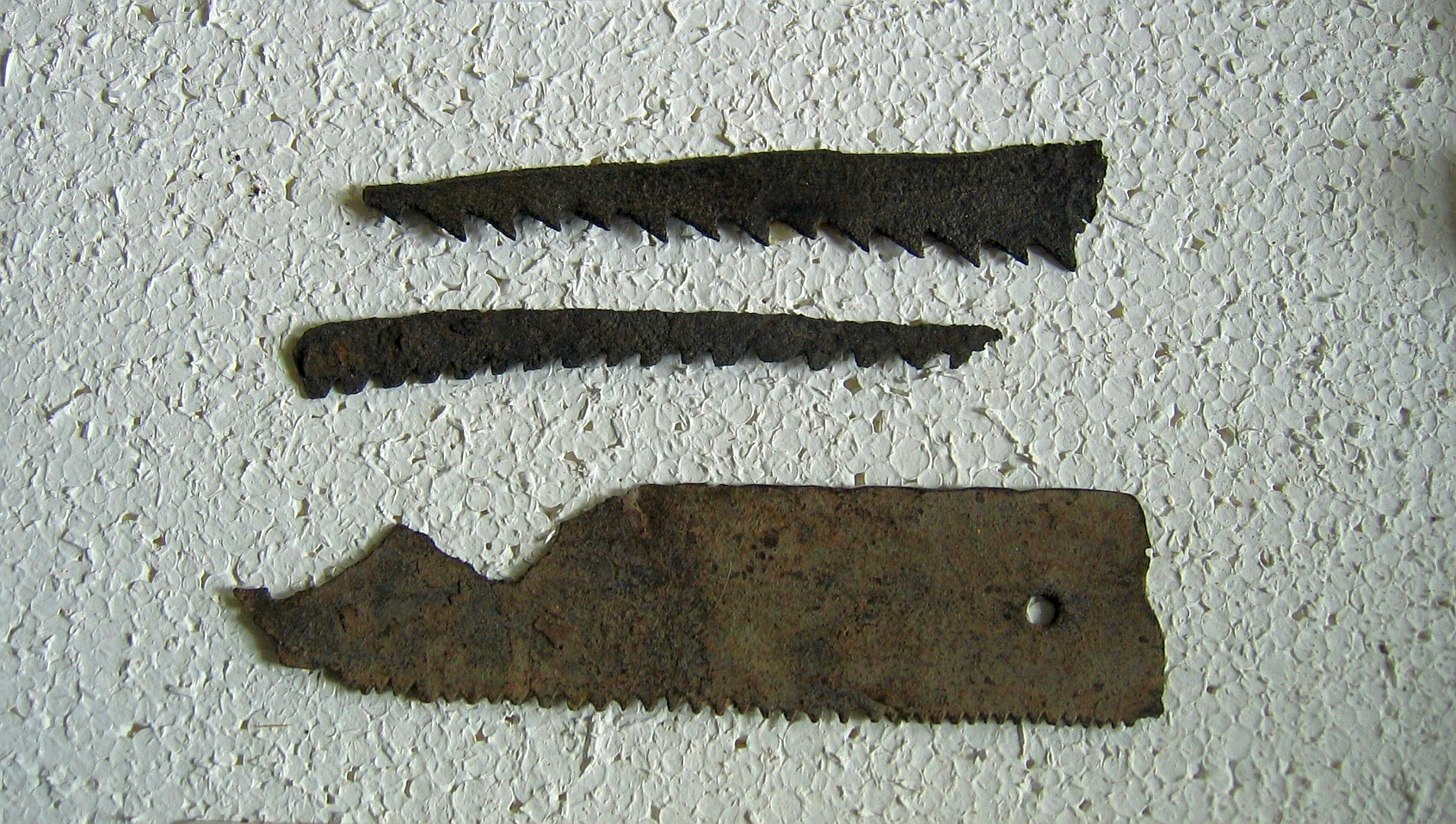
Tipos de sierras de la antigua Roma

En la antigua Roma había dos tipos de taladros quirúrgicos. Un tipo estaba impulsado por un cordón de cuero, el otro tipo usaba una protección y un collar. Esto fue diseñado para evitar que el instrumento penetrara más de lo necesario en el hueso. Se pensó que esto minimizaría el riesgo de daño al cerebro y las meninges. Los taladros también se sumergirían con frecuencia en agua para reducir el calor, lo que se suponía que limitaría el peligro de la cirugía. El objetivo principal de un taladro era eliminar grandes porciones enfermas de cráneos . Por ejemplo, se utilizaron taladros para extraer armas alojadas en el cráneo.Se utilizaron pequeños taladros para perforar el hueso nasal. Lo que crearía un "paso para el líquido o la materia a la nariz", tratando así la fístula. Los taladros tenían forma de sacacorchos. Las palancas para hueso eran antiguas herramientas de acero en forma de varillas con puntas aplanadas y curvas que se asemejaban a cortadores de piedra. Se utilizaron para nivelar fracturas, extraer dientes y realinear huesos rotos.

### Sierras y trepános
Las sierras se usaban principalmente para cortar huesos. En un procedimiento para tratar la gangrena, se usó una banda para retraer la piel y evitar que la sierra rasgara la piel. Entonces la sierra podría amputar la extremidad infectada. Los trepános tenían la forma de una sierra circular. Los médicos creían que era necesario extraerlo con frecuencia del cráneo y colocarlo en agua fría durante una operación. Esto fue diseñado para aliviar el "calor" en el "hueso". Los trépanos se usaban para aserrar el hueso hasta las meninges y así tratar las lesiones en la cabeza de los jóvenes.

### Fórceps (Pinzas)

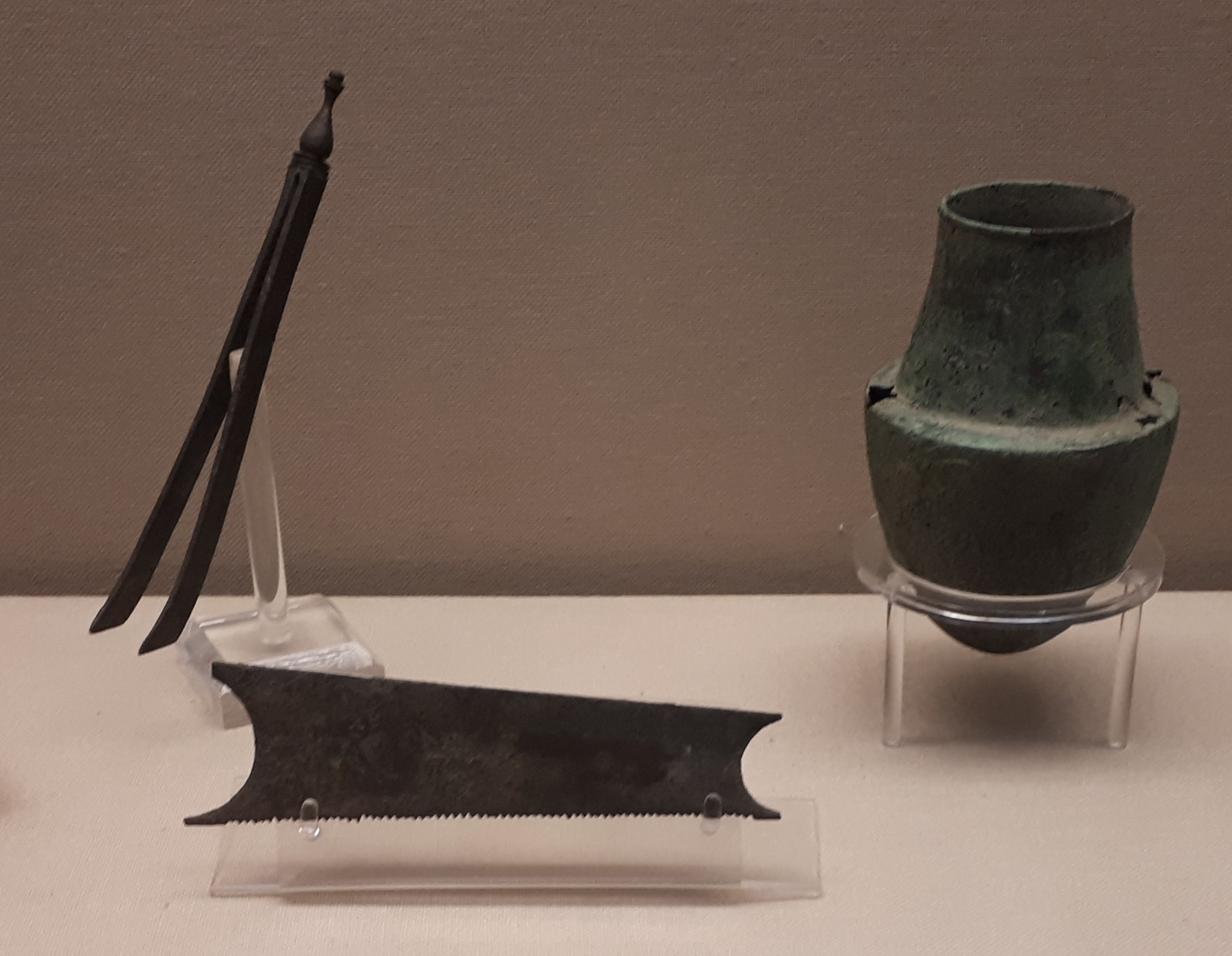
Fórceps, sierra y ventosa de la Antigua Roma

Se utilizaron fórceps óseos para extraer huesos lesionados del cuerpo. Eran herramientas comunes, a pesar de la preferencia romana por usar los dedos en lugar de herramientas para reparar lesiones óseas. Los fórceps óseos se utilizaron principalmente en casos en los que los fragmentos de hueso eran demasiado pequeños para extraerlos con los dedos. También cortaban partes rotas del cráneo, o incluso perforaban el cerebro. Otro tipo de fórceps, llamado fórceps de depilación, se usaba principalmente para eliminar el vello. Las pinzas para pólipos se usaban para extirpar pólipos o tumores de la nariz .
Los vulsellums tumorales, también conocidos como Myzons, eran fórceps dentados que se usaban para extirpar tumores. En un procedimiento, se usaron para "agarrar" el clítoris y cortar el tumor. Para amputar la úvula, utilizaron una herramienta conocida como fórceps de úvula para aplastarla y evitar el sangrado. A continuación, se utilizó el vulsellum para retorcerlo hasta crear una torsión. Luego se cortó la úvula. También se pueden usar fórceps para aplicar sustancias corrosivas a la úvula para destruirla. Estas herramientas estaban hechas de dos ramas cruzadas que se fijaban al medio de la herramienta con un remache.
Las pinzas faríngeas estaban hechas de espinas de pescado y se usaban para extraer entidades de la faringe . Los extractores de várices eran un tipo de fórceps que se usaban para extraer venas varicosas, que es una condición médica caracterizada por venas anormalmente grandes. Este procedimiento se llevaría a cabo trazando un mapa de las ubicaciones de las venas afectadas, luego se sujetaría y dividiría la piel. Después de esto, el extractor sujetaría y cortaría la piel, lo que permitiría eliminar las venas. Se utilizaron fórceps para dientes y muñones para extraer los dientes. Esta operación, y por lo tanto estas herramientas, rara vez se empleaban debido a lo peligrosa que era la operación.

### Sondas y curetas

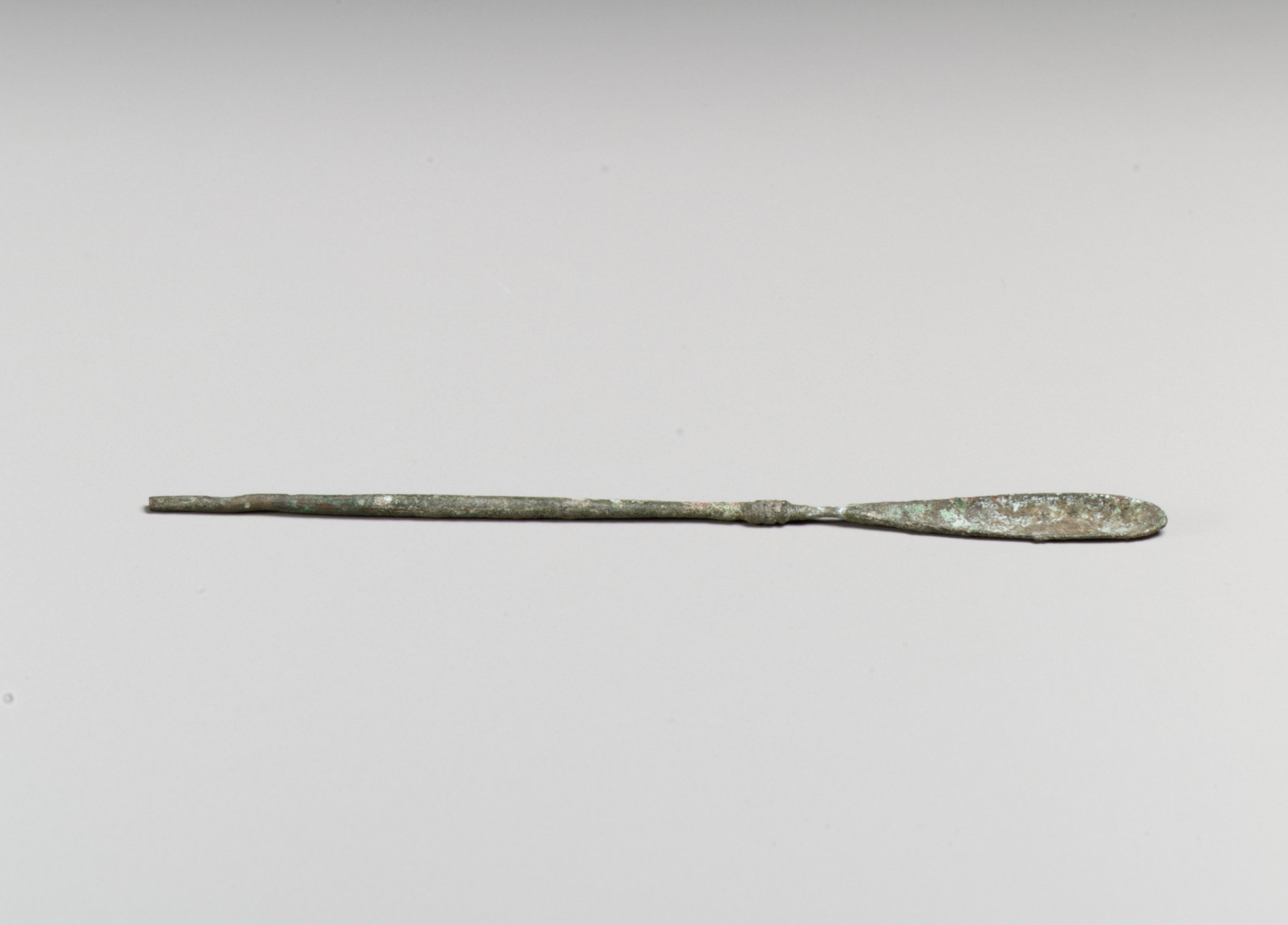
Cureta romana antigua

Se utilizaron sondas y curetas para mezclar y aplicar medicamentos en la piel o para levantar tejido. Cuando se introducían en la fístula, se utilizaban para medir sus dimensiones. Las sondas romanas tenían partes conocidas como núcleo. El núcleo se usaba principalmente para aplicar medicamentos. Se aplicó hidróxido de sodio al núcleo, que luego se usaría para quemar el párpado. La cera se calentaba en el núcleo de la sonda y luego se usaba para aplicar una pomada en la cara.
Un tipo de sonda constaba de una varilla redondeada en un extremo. Otro tipo era delgado con extremos agrandados. Se utilizaba para quemar tejidos y para trasplantes de órganos . Las sondas más grandes se conocían como spathomas. Estas herramientas eran muy comunes, y casi todos los escritores médicos romanos antiguos las mencionaban. Cyathiscomeles eran tipos de spathomeles con núcleos grandes y un eje liso o estriado cubierto de plata. Las sondas de tornillo fueron diseñadas para envolver lana. Se utilizaron sondas raspadoras para curetear los párpados granulares. Otro tipo de sonda, llamada aguja o sonda estiloides, se usaba para perforar las vejigas . Los directores ranurados eran instrumentos que se usaban para hacer incisiones en la piel. Estas herramientas generalmente estaban hechas de madera de boj . Las sondas oculares se fabricaban con una barra de estaño y se usaban para tratar la fístula. Se utilizaron sondas bifurcadas y retractores para extraer armas enterradas en la carne.
Las sondas para los oídos, también conocidas como espejitos para los oídos, estaban hechas de una pala estrecha y una ampliación en cada extremo. Estas herramientas no tenían núcleo ni punta. También se pueden utilizar como curetas. Su objetivo principal era cortar el interior del chalazión y aplicar medicamentos o líquidos. El extremo afilado de la sonda auricular se utilizó para tratar la fístula . Una gran bola de madera se saturaría con agua y se envolvería alrededor de la sonda. Una vez exprimido, el líquido goteaba sobre el canal auditivo, que se pensaba que extraía entidades del canal. Se usó una versión más grande de la sonda para el oído, posiblemente con un ligero agrandamiento en los extremos, para tratar heridas. Esto se hacía a través de una incisión detrás de la oreja, después de esto se usaba el cucharón para retirar los objetos. Un síntoma común de este procedimiento era la sordera sorda, a menudo precedida por dolores de cabeza persistentes . Las costras y las úlceras fueron otros efectos secundarios comunes. Para tratar esto, generalmente se fomentaban con agua tibia o cardenillo empapado en miel, jugo de puerro y nitro en hidromiel . Después de esto, se utilizó agua para lavar las orejas. Esta herramienta también podría usarse como cureta.

### Bisturís

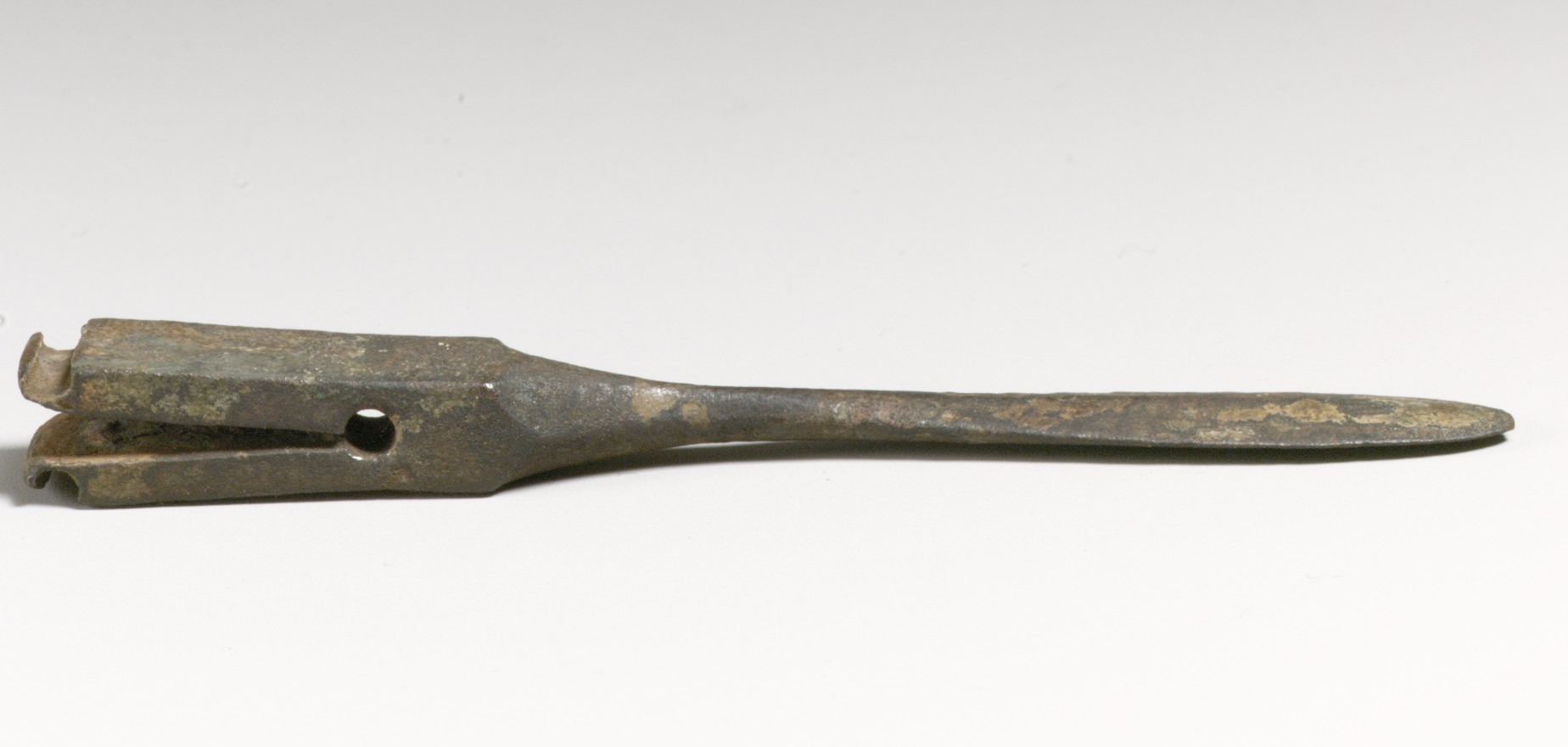
Bisturí romano de bronce del siglo I o II d.C.

Los escalpelos eran herramientas hechas de una hoja de acero y un mango de bronce. El mango de bronce puede ser redondo, cuadrado, horizontal o trapezoidal . Algunos bisturís tenían mangos hechos de aleaciones de cobre con empuñaduras, disectores y una hoja de hierro. Este diseño se utilizó para maximizar la eficiencia. Se colocó una ranura en uno de los extremos para conectar con la cuchilla de acero. En el otro extremo del mango estaba conectado a una espátula en forma de hoja. Esta espátula funcionó como una herramienta roma para la disección . Cerca del extremo del mango se encontraba una ranura o muesca larga y estrecha. Alternativamente, podría usarse en su lugar un rollo cilíndrico perforado con un agujero. Se utilizaron hilos, alambres, rollos y perforaciones para unir la hoja al mango. Las manijas habrían sido decoradas con molduras o incrustaciones . La cuchilla se hizo desmontable para permitir la limpieza y el uso de varias cuchillas. Había una variedad de tipos de hojas. Uno era recto, afilado y puntiagudo. Otro estaba curvado con puntas afiladas o romas. Las cuchillas se aseguraban a los mangos utilizando simplemente casquillos o casquillos en forma de ojo de cerradura usando una aleación conocida como soldadura . El bisturí tenía una gran flexibilidad y realizaba una amplia variedad de funciones, como arrancar músculo y tejido durante la amputación, cortar el cordón umbilical, extirpar pólipos nasales, mastectomías, hacer incisiones, cortar huesos, y reparación de hernias .

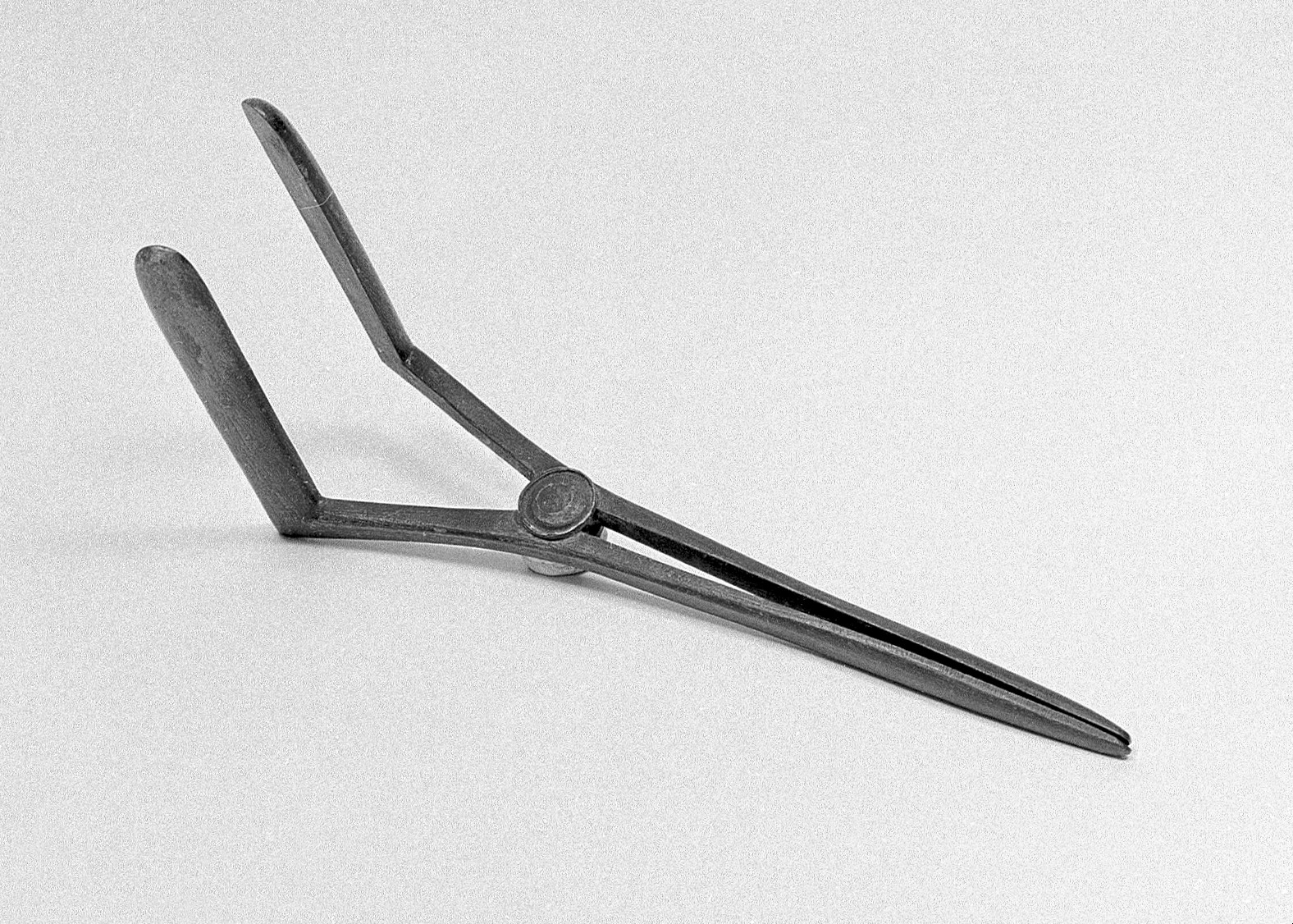
Espéculo rectal romano

### Espéculos
El espéculo rectal, también llamado catóptero, era un instrumento quirúrgico de doble hoja en la antigua Roma. Se usaban espéculos femeninos para dilatar las vaginas. Estos espéculos se dimensionaron de acuerdo a la edad del paciente, y se aseguró que no fuera más grande que la uretra . Para abrir la vagina, un asistente giraría un tornillo, expandiendo las cuchillas y, por lo tanto, la vagina. Se usaron espéculos rectales para examinar los intestinos y sus partes dañadas. En la República estas herramientas se hacían de cobre y estaño, por el Imperio estas herramientas se empezaron a hacer de plata, ya que este material era menos quebradizo . Specula también tenía espejos redondeados con manijas. El cirujano, u otra persona, generalmente un esclavo, sostendría estos espejos.

### Cuchara de Diocles

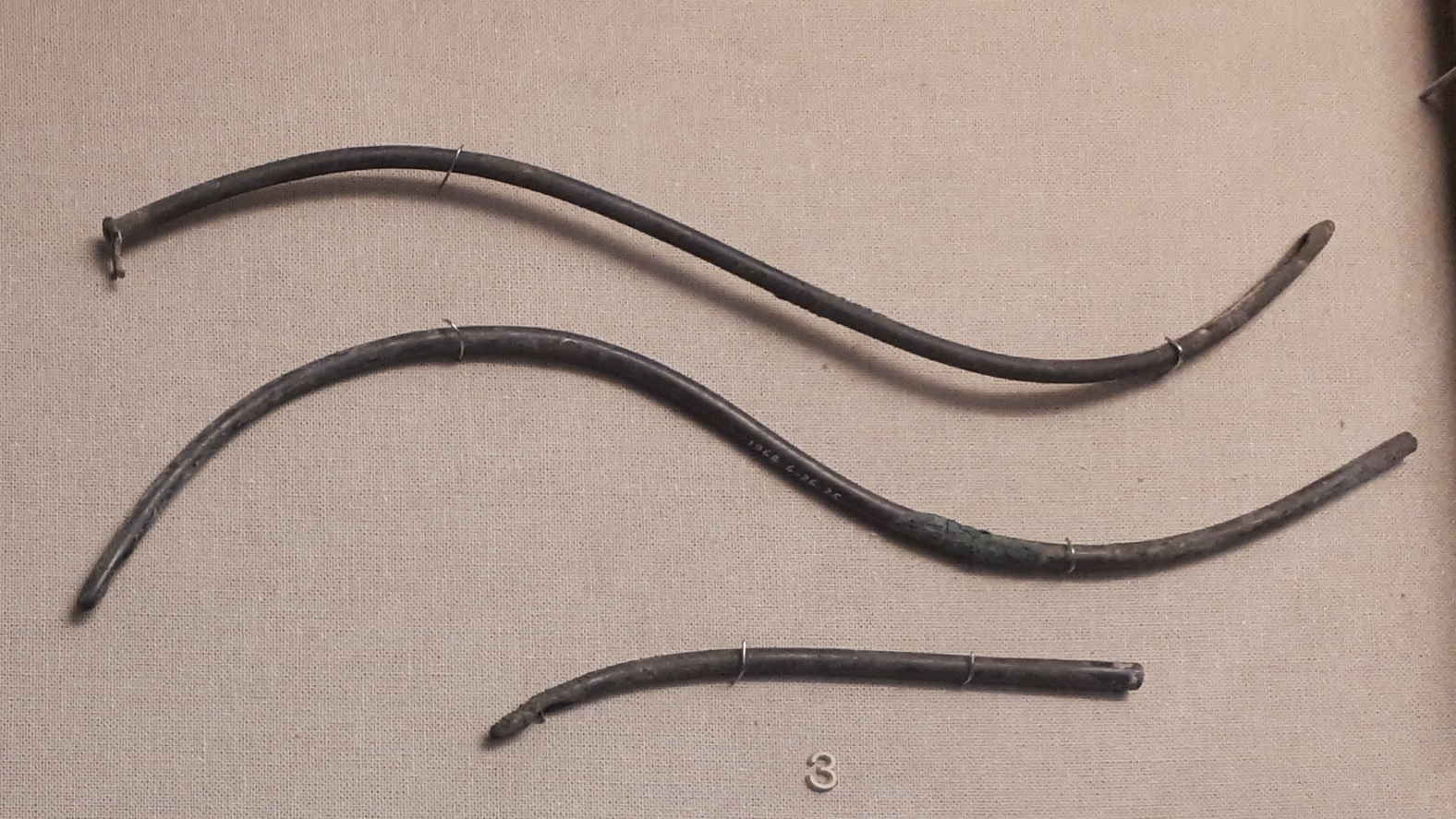
Catéteres romanos antiguos

La cuchara de Diocles, también llamada Dioclean kyathiskos, era una herramienta médica antigua supuestamente diseñada por Diocles de Carystus para quitar puntas de flecha . Era una herramienta larga de bronce o hierro con dos ganchos que terminaban en una pala curva con un agujero y una perforación. Esta herramienta sería empujada debajo y luego entre la flecha y la carne. La cabeza de la flecha quedaría atrapada en el agujero y las palas cubrirían las púas. Por lo tanto, cuando la flecha fuera arrastrada, la carne no sería perforada. Este instrumento puede no haber existido. Solo lo menciona Celso, que era un médico romano, y ningún otro escritor.

### Catéteres
También se insertaron catéteres en la vejiga para tratar infecciones del tracto urinario, cálculos ureterales, cáncer de próstata, cálculos en la vejiga, infecciones de transmisión sexual, dolor al orinar y dificultad para orinar . El tamaño y la forma de los catéteres dependían del género y el tamaño del individuo. Las vejigas se drenaron a través de la uretra utilizando un catéter en forma de S. Otro procedimiento consistía en inyectar un trozo de hilo con lana enrollada en el tubo de la herramienta. Luego se mojaba en aceite y se usaba para hacer una incisión en el perineo .

### Estrígiles

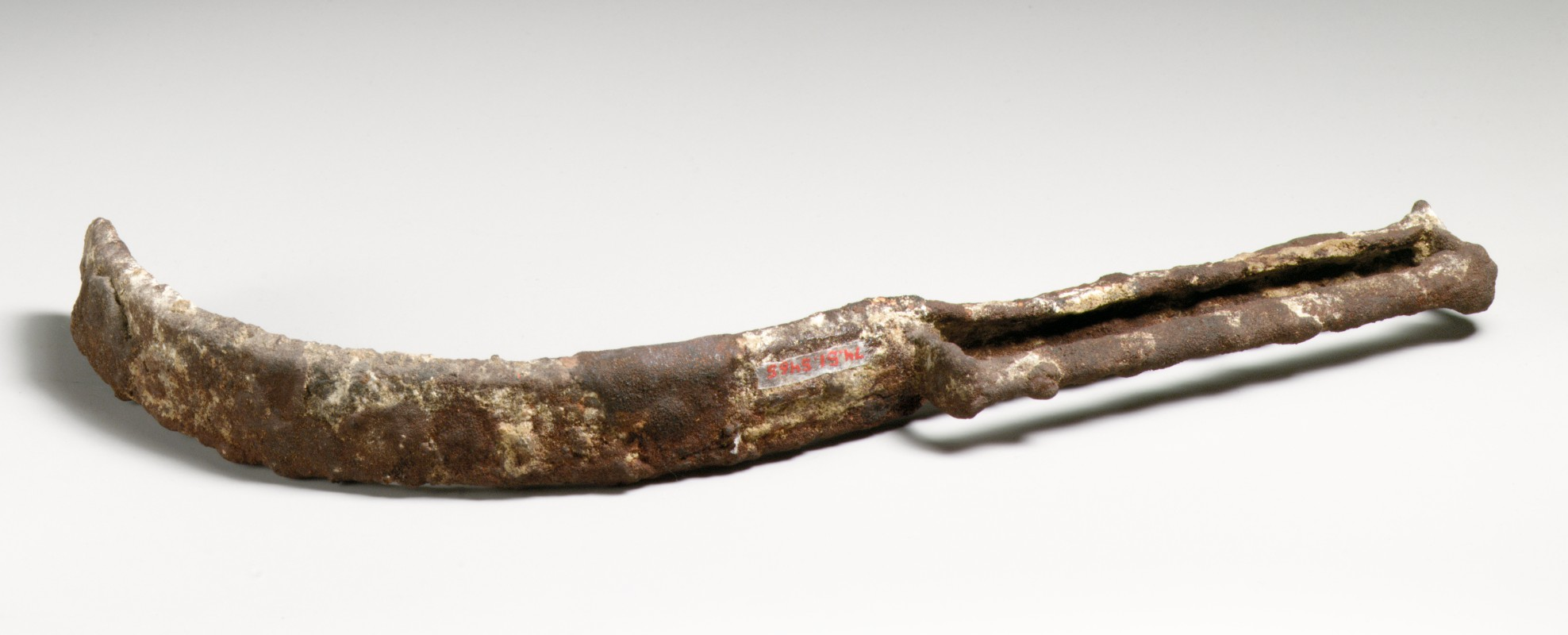
Estrigilo romano antiguo

Esta herramienta se usaba para raspar la suciedad, la transpiración y el aceite para limpiar el cuerpo. El strigil fue utilizado con mayor frecuencia por los atletas masculinos, aunque en otras culturas, como los etruscos, fue utilizado por una variedad más amplia de personas. También podrían usarse como bienes funerarios y estas herramientas se representan comúnmente en obras de arte. Generalmente consistía en una hoja de metal curvada y un mango de metal. Otros materiales que podrían usarse incluyen bronce, hierro y juncos .

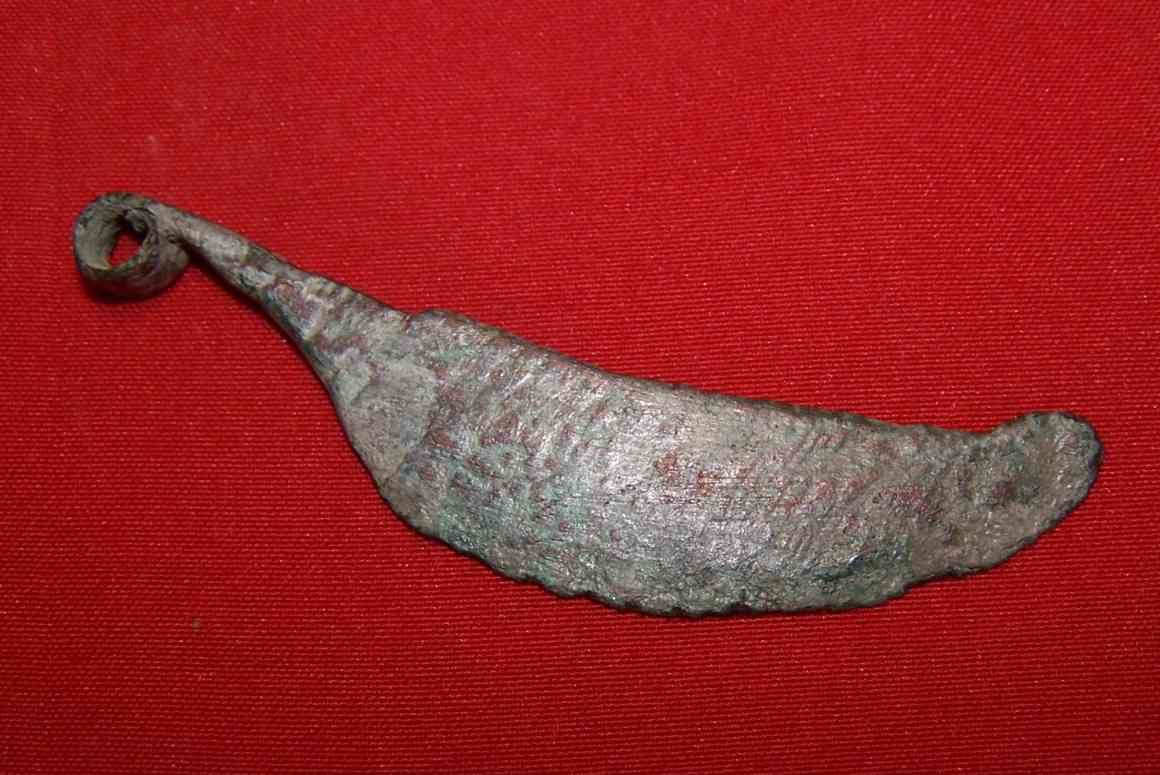
Cuchillo de bronce de la Antigua Roma

### Cuchillos y agujas
Otro tipo de cuchillo, conocido como cuchillo de pólipo, tenía una punta afilada y la forma de una hoja de mirto. El cuchillo se usaba para cortar alrededor de los tumores . Para realizar una incisión entre el ano y los testículos se utilizó un bisturí conocido como bisturí de litotomía . El cuchillo úvula fue diseñado para realizar operaciones en la garganta y la úvula . Hay poca información sobre su forma y características. Se usaban cuchillos para amígdalas para quitar las amígdalas de la boca. Para tratar el pterigión se levantaba con un gancho afilado, luego se pasaba por debajo una aguja con hilo de lino y crin de caballo. Se usó crin de caballo para serrar el pterigión y se usó un bisturí para cortar la base del mismo. Alternativamente, el cuchillo de pterigión era un tipo de cuchillo que se usaba para curar el pterigión. Se utilizó para separar la adhesión a la esclerótica . Esta herramienta era estrecha y puntiaguda.

### Ganchos

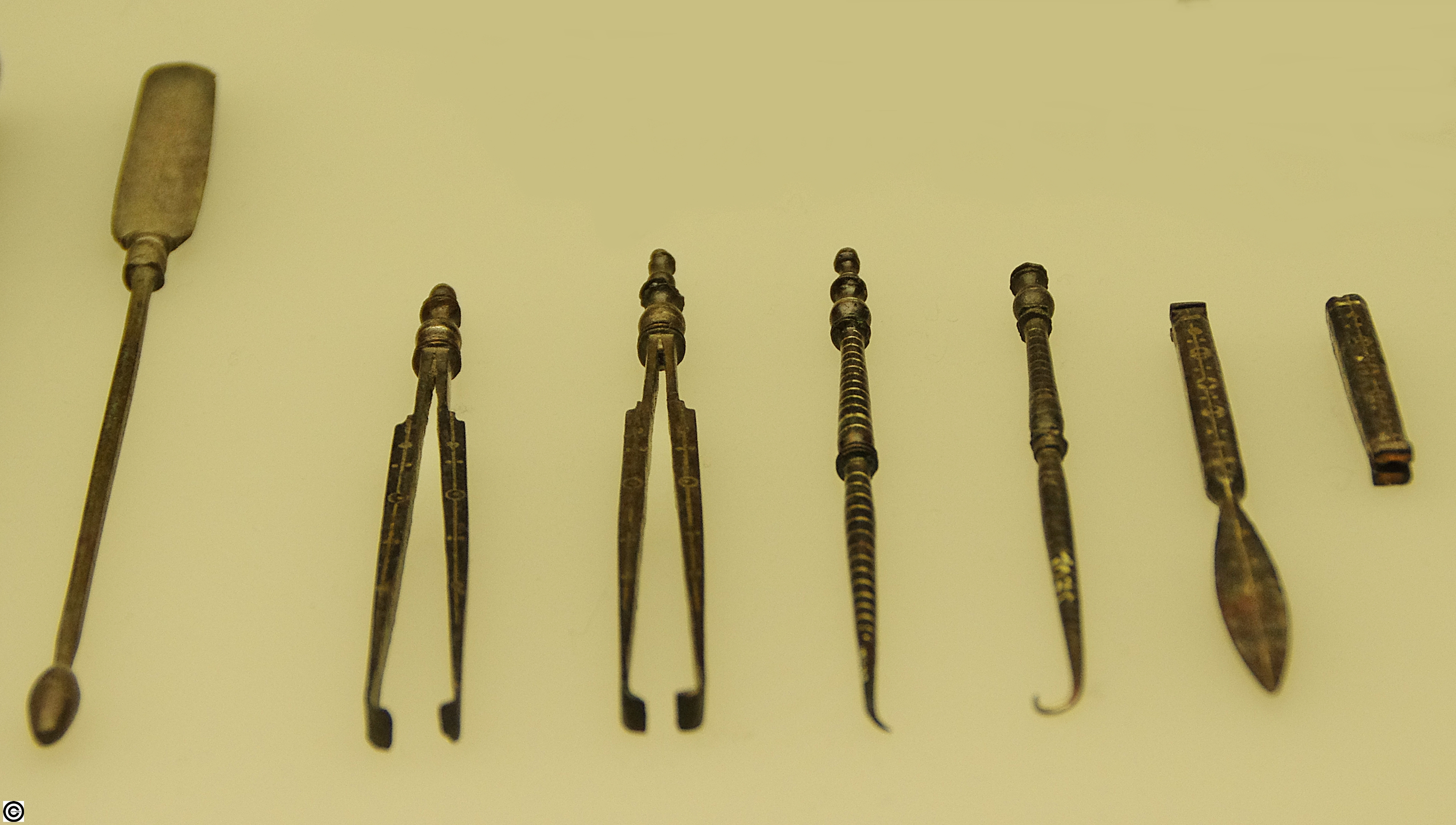
Ganchos quirurgicos romanos

Los ganchos obstétricos pueden haber existido en la antigua Roma. Estos ganchos eran lisos y tenían puntas cortas, que se insertaban en las orejas, los ojos, la boca y la frente para extraer a los niños. Se utilizaron ganchos afilados para mantener incisiones abiertas, extraer tejido, reparar y retraer heridas, elevar vasos sanguíneos, extirpar amígdalas, atravesar el pterigión y para la disección . Se usaron ganchos romos para estirar las adherencias cerca del ojo y para perforar los labios. Se utilizaron ganchos de tracción para extraer el feto durante un trabajo de parto especialmente duro. Estos anzuelos eran lisos y redondos, con una punta corta. Una vez que se presentó la cabeza, se insertó el gancho en el área y luego se usó para extraer al niño. Este procedimiento necesitaba ejecutarse con cuidado y suavidad. Si no lo era, entonces había un mayor riesgo de muerte. Era una práctica común usar dos ganchos a la vez en estos procedimientos. Otro tipo de gancho, conocido como decapitador, se usaba para decapitar al feto durante un aborto.

### Otras herramientas

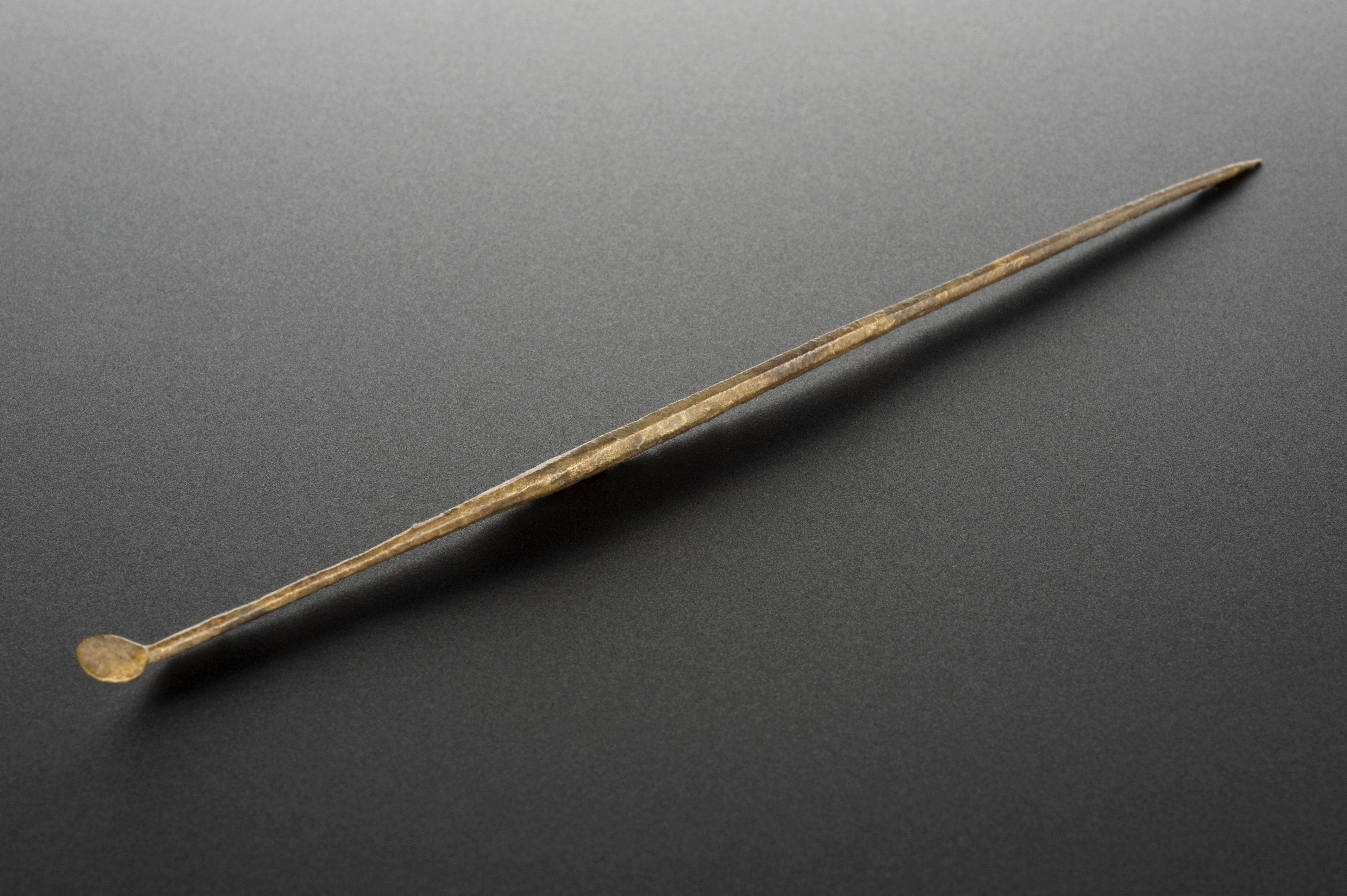
Sonda de cauterización de la antigua Roma

En la antigua Roma, las sierras se podían usar para amputar miembros con fines quirúrgicos. Se utilizaron osteótomos para cortar el hueso y eliminar las membranas. Los torniquetes en los muslos detendrían el sangrado y evitarían que el veneno se propague. Otra herramienta común eran las tijeras de hoja cruzada de bronce o hierro . Durante las cirugías también se pueden utilizar espátulas . Aunque se utilizaron principalmente para producir y aplicar medicamentos . Las herramientas quirúrgicas de la antigua Roma llamadas flebotomos se usaban en operaciones conocidas como flebotomías . Esta herramienta es una de las herramientas más comúnmente mencionadas en la literatura médica de la Antigua Roma. A pesar de esto, no hay descripciones detalladas del flebotomo. Esto probablemente se deriva de la similitud del instrumento. Debido a su popularidad, los médicos y escritores asumieron que todos los lectores ya estarían familiarizados con su apariencia y uso. Se utilizaron hemispathions para dividir la fístula. Las jeringas en la antigua Roma tenían una variedad de usos. Las jeringas nasales estaban hechas de dos tubos de bronce o cuerno que se usaban para inyectar líquidos en las fosas nasales. Las jeringas para los oídos también eran herramientas comunes. Se usaban para eliminar sustancias nocivas de los oídos y limpiar los oídos, la vejiga, la vagina y el prepucio . Se utilizaron cánulas para curar la ascitis y el empiema . Esto se hizo usando las cánulas de bronce para hacer una incisión en el abdomen y el peritoneo . Los cauterios eran herramientas quirúrgicas antiguas comunes con una variedad de tipos. Los bisturíes de cauterización se usaban para extirpar cánceres como pólipos malignos e hidroceles . Los cauterios también podrían eliminar escaras en el bazo y hernias . También se usaba para tratar hemorroides, enfermedades del hígado y triquiasis . La cuchara de litotomía era una herramienta semicircular larga y delgada que se usaba para extraer cálculos . Los enemas generalmente estaban hechos de largos tubos de plata con perforaciones adheridas a la vejiga de un cerdo . Esta vejiga se llenaba con leche de yegua y se cerraba con un cordón. Para tratar la disentería, se inyectaban enemas en los orificios del cuerpo, como vaginas, vejigas o úteros . En esta operación, se insertaron cánulas en el cuerpo. Estas cánulas tenían círculos de pequeños agujeros para prevenir la ascariasis, una enfermedad causada por un gusano redondo parásito .

## Técnicas

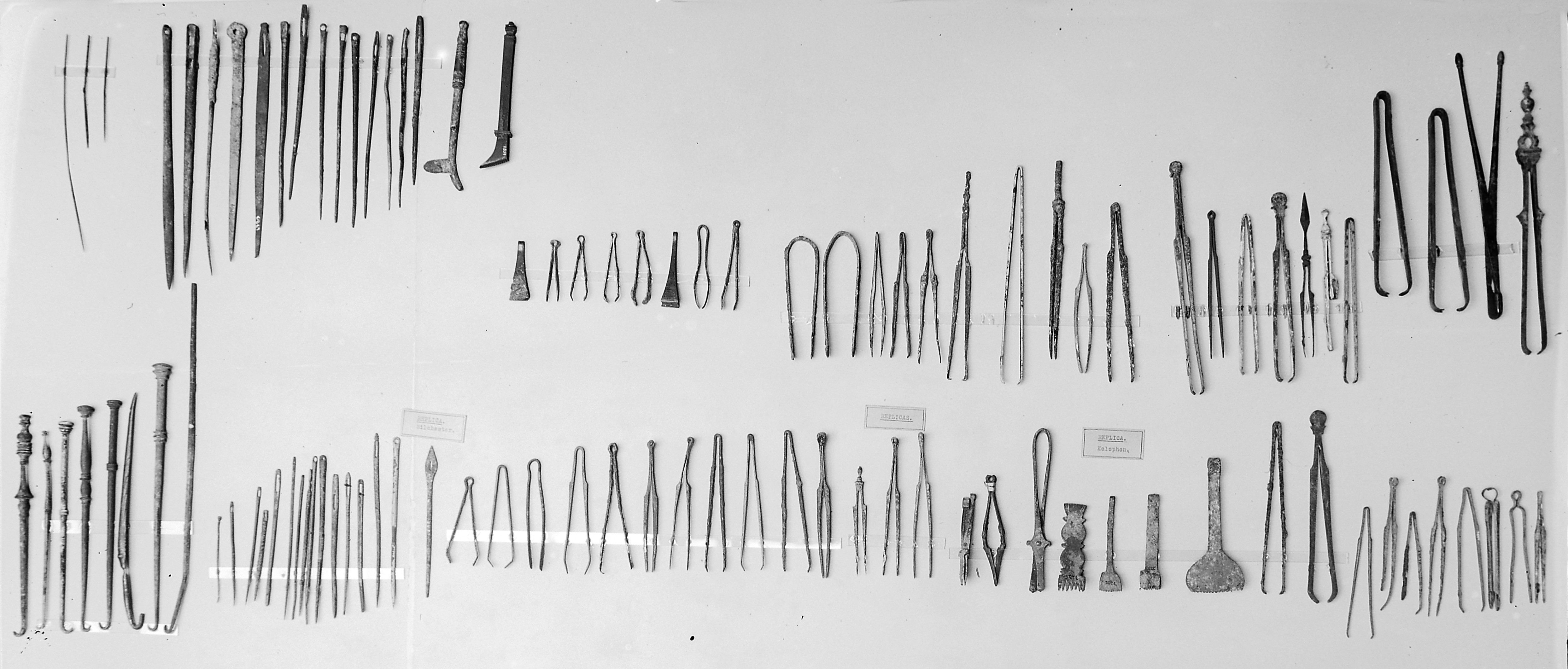
Agujas quirúrgicas de la antigua Roma

### Aborto
Existían procedimientos quirúrgicos para el aborto en la antigua Roma, pero rara vez se usaban, y la mayoría de los abortos se realizaban con hierbas u otras drogas . Cuando se utilizó la cirugía, implicó el uso de instrumentos quirúrgicos para penetrar a la madre. Por lo general, este procedimiento terminó con la muerte tanto del feto como de la madre. Sorano de Éfeso escribió que las purgas, el acarreo de pesos pesados y la inyección de aceite de oliva en la vagina o el útero eran procedimientos utilizados para llevar a cabo abortos.

### Amputaciones y disecciones

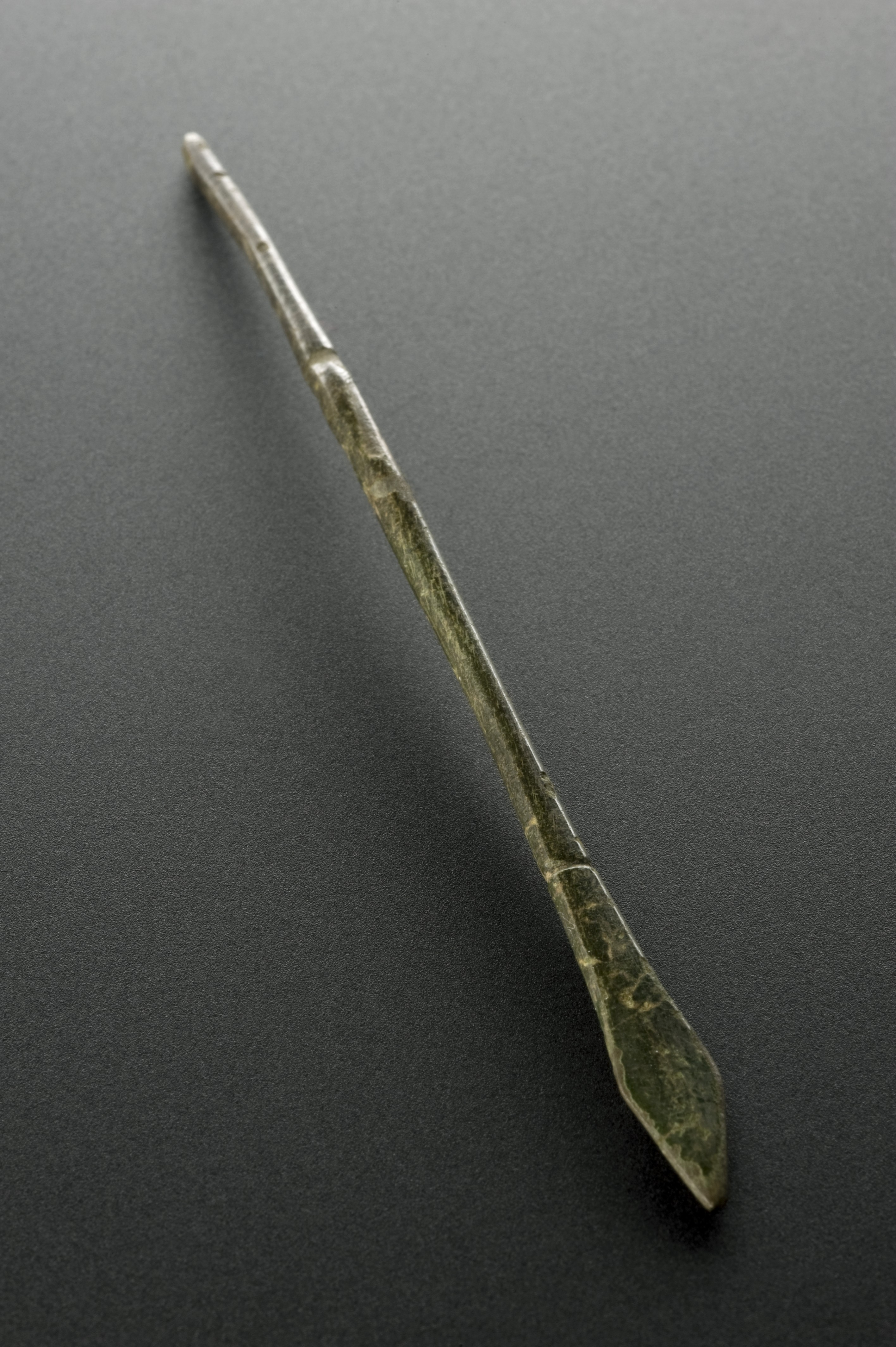
Una lanceta, una herramienta utilizada en la sangría.

Las amputaciones se utilizaron para tratar la gangrena . Los antiguos cirujanos romanos utilizaban herramientas conocidas como "disectores romos" para exponer los "vasos". Los disectores romos también participaron en otro procedimiento diseñado para tratar los dolores de cabeza y la oftalmía . Esta operación comenzaba afeitando el cabello del paciente. Luego, se les colocaba una diadema o fomento tibio alrededor del cuello . Después de esto, se usó tinta para mapear los "buques". Luego, el cirujano procedería a usar sus dedos para estirar la piel y luego un asistente haría una incisión. Para finalizar el procedimiento, se usaron ganchos y disectores para exponer los "vasos". Los disectores romos solían tener forma de hoja y posiblemente mangos hexagonales. Otro tipo de disector eran los disectores curvos. Se usaban para diseccionar labios que habían sido cortados con un gancho. Uno de estos disectores, que estaba guardado en el Museo Arqueológico Nacional de Francia, estaba hecho de un mango ornamentado con un pequeño gancho en un extremo. En el otro había un disector en forma de hoja.

### Sangría o flebotomía
La sangría o flebotomía era una práctica común en la antigua Roma. Era común que los cirujanos usaran una herramienta conocida como flebotomo o katias para hacer una incisión en otro punto, lo que haría que la herida sangrara en otro punto. Otro proceso consistía en poner un trozo de tela en llamas en la boca del paciente para extraer la sangre. Alternativamente, se podrían usar sanguijuelas . Las palas para las orejas se presionarían en el extremo proximal de la vena . Esto obstruiría el flujo sanguíneo, lo que permitiría usar el flebotomo para descargar sangre .

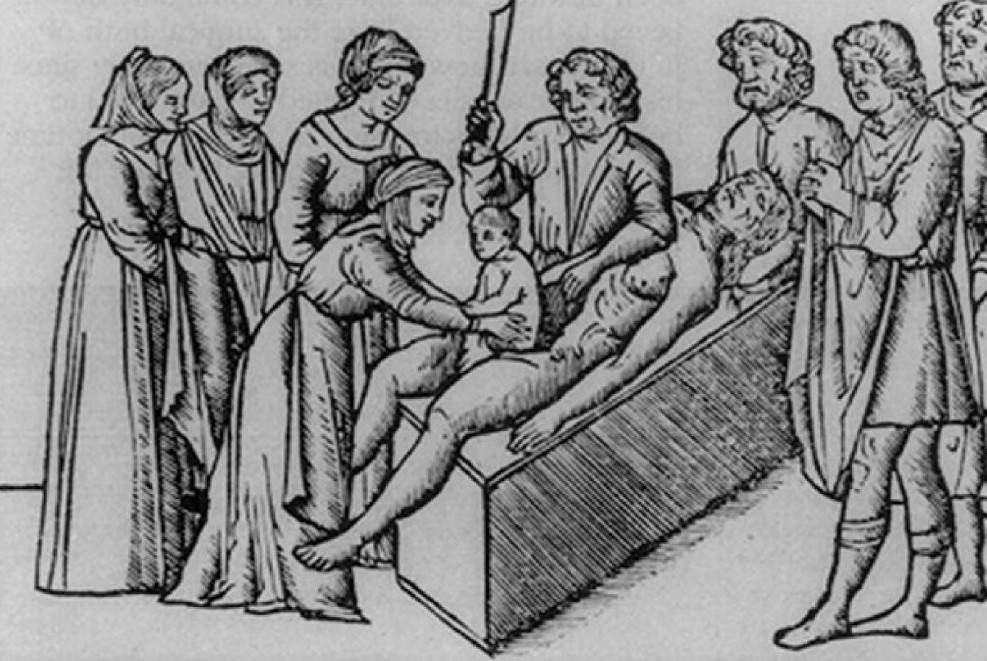
El nacimiento de Julio César, de quien Suetonio, un historiador romano dice que nació a través de una cesárea.

### Cesárea
Durante una cesárea romana, los médicos hacían una incisión en el abdomen y el útero de la madre. Después de esto, el bebé fue retirado. Esta práctica también podría realizarse sobre madres muertas para sacar a los bebés de sus cadáveres . Era raro que los médicos realizaran esta operación, ya que conllevaba una alta tasa de mortalidad . Según la religión romana, el dios Asclepio nació por cesárea. Los historiadores romanos Suetonio y Plinio el Viejo también registran que Julio César nació a través de una cesárea. Se debate la veracidad de estas afirmaciones.

### Cirugía de cataratas
La cirugía de cataratas es una cirugía en la que se eliminan las cataratas . Este tipo de cirugía se practica desde el año 29 EC en la Antigua Roma. De acuerdo con la descripción de Celso de la cirugía de cataratas, los cirujanos usarían su mano derecha para operar en el ojo izquierdo y viceversa. Durante el procedimiento se insertó una aguja entre la pupila y la sien hasta que "encuentra resistencia". Luego, el cirujano rotaría la aguja hasta que la catarata hubiera sido empujada debajo de la pupila. Después de la cirugía de cataratas, el paciente sería tratado con "medicamentos calmantes" y lana empapada en clara de huevo . El paciente también bebía exclusivamente agua y se abstenía de alimentos sólidos hasta que ya no tenía la inflamación, que era un efecto secundario de la cirugía.

### Cirugía cosmética

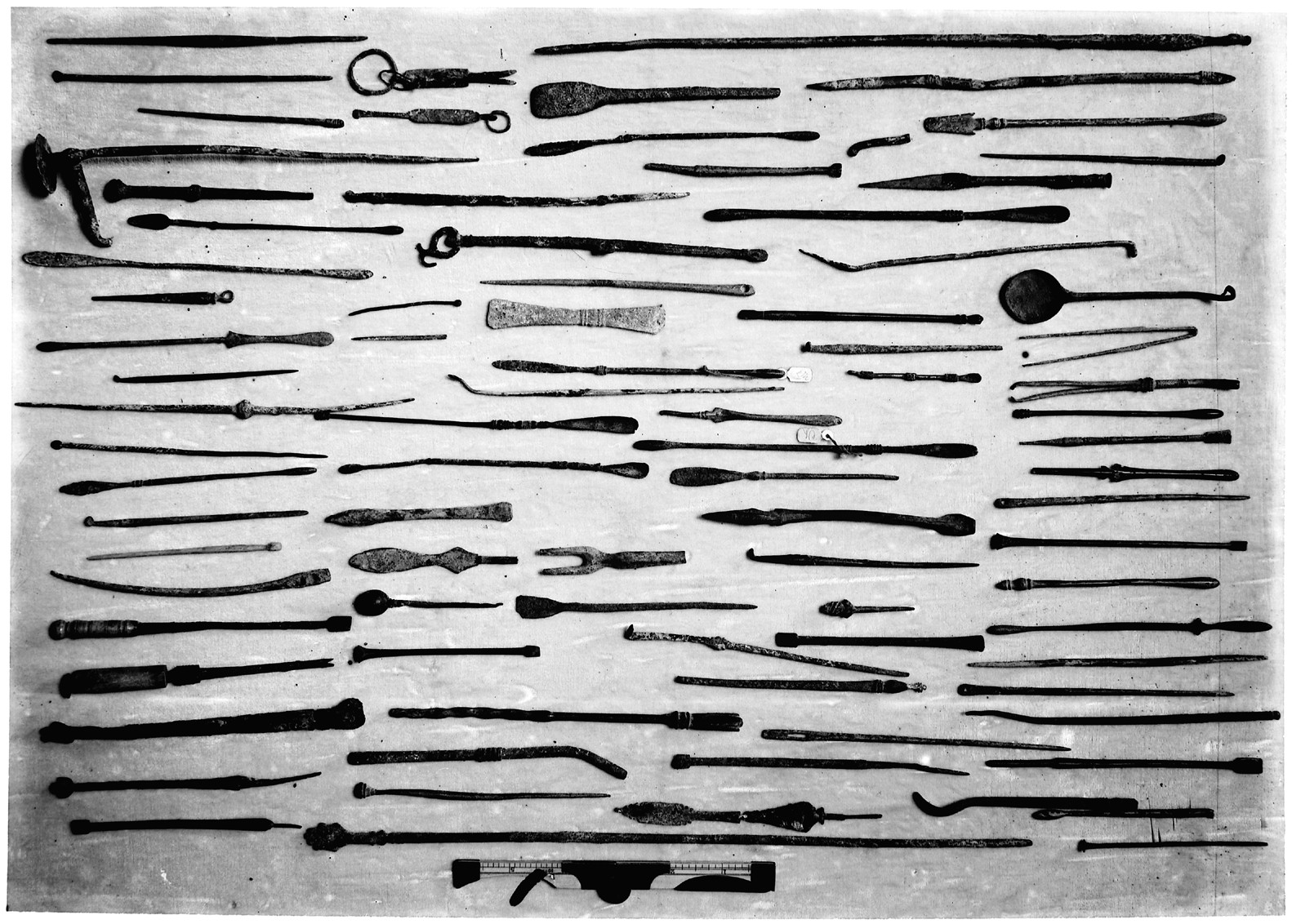
Agujas romanas antiguas. Agujas como estas se habrían utilizado para tratar la hernia umbilical.

La cirugía estética moderna tiene sus orígenes en el antiguo mundo grecorromano. Los cirujanos romanos eran capaces de reparar oídos, narices y labios dañados. Celso discutió las técnicas de rinoplastia en su De medicina. La rinoplastia antigua implicaba el injerto de una nueva nariz en la anterior. Las quemaduras se trataban con vinagre, cenizas, corcho, salvado o miel . Para tratar ambos, se utilizó injerto de piel. Galeno, junto con Celso, describió el uso de la reconstrucción de mejillas para curar heridas faciales.

### Tratamiento de hernias
La reparación de la hernia se realizó con bragueros y vendajes. Los cirujanos romanos realizarían una operación diseñada para tratar la hernia. Por lo general, solo se usaba para tratar pequeñas hernias pertenecientes a pacientes jóvenes. Consistía en una incisión en el escroto. Se utilizó una herramienta conocida como pico de cuervo o corvus para abrir el escroto y curar la hernia. Otro proceso implicó el uso de dos bloques de madera para sujetar el hemiescroto, lo que provocó que el saco se inflamara, reduciendo así su tamaño. También podría tratarse extirpando los testículos y ligando el escroto. También se podrían usar ligaduras durante estas operaciones para evitar el sangrado. Los antiguos romanos tenían tratamientos para la hernia umbilical, una condición médica en la que se daña la pared abdominal detrás del ombligo. Antes de este procedimiento, se acostaba al paciente boca arriba para hacer que la hernia volviera a caer en el abdomen. Luego se colocó el ombligo entre dos varillas con sus extremos atados, luego se colocó una aguja dentro de la protuberancia.

### Litotomía
Los antiguos romanos practicaban la litotomía, un procedimiento quirúrgico para eliminar los cálculos. Por lo general, solo se realizaron en personas menores de 14 años. Esto se debió a que la próstata más desarrollada de las personas mayores aumentaba la dificultad de la operación. Una manera de practicar este procedimiento es cortando la vejiga hasta que el cirujano llegue al perineo . Un asistente sostuvo al paciente en posición de litotomía, exponiendo su perineo. Se colocaron dos dedos en el recto del paciente y contra el perineo. Otro procedimiento involucró el uso de una cuchara al final de una sonda para remover objetos tales como cálculos o frijoles y cálculos renales.

### Neurocirugía
Los antiguos médicos romanos eran capaces de realizar neurocirugía en fracturas de cráneo. Celso creía que esta cirugía debería llevarse a cabo extrayendo la menor cantidad de hueso posible. Galen no estuvo de acuerdo, escribió que los médicos deberían elevar los huesos y los fragmentos óseos con fórceps. Durante esta operación, se perforaba un agujero en el cráneo. Los médicos romanos creían que esto curaría los dolores de cabeza y aliviaría la presión. Se usaron cinceles planos para cortar los bordes superpuestos, y se usaron trepános para tallar agujeros en los huesos entrelazados.

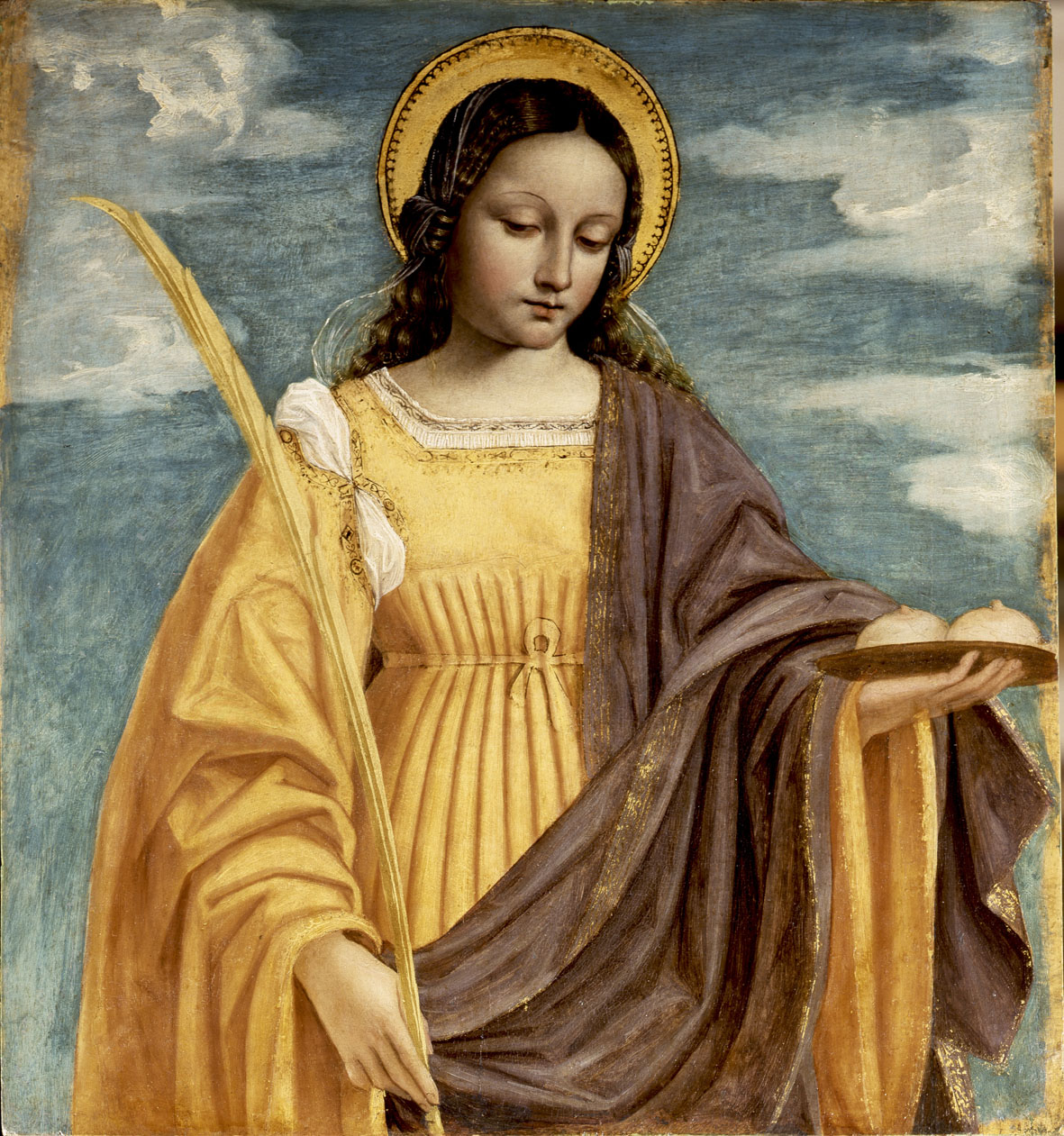
Pintura de Santa Águeda sosteniendo sus senos cortados

### Suturas, ligaduras y contracciones
Celso describe la técnica de ligadura para tratar las hemorroides. También menciona que después de la cirugía los pacientes sufrieron retención urinaria, que es la incapacidad de vaciar completamente la vejiga. Galeno creía que los cirujanos deberían optar por amputar, en lugar de aserrar huesos sanos. También escribió que para detener el sangrado, se debía usar presión en lugar de ligaduras. Las técnicas quirúrgicas como la intubación traqueal y la traqueotomía se remontan a la Antigua Roma. El antiguo escritor romano Aulo Gelio describió una técnica que funcionaba de manera similar a la cirugía bariátrica. Que se lleva a cabo para reducir el peso de las personas obesas. En esta técnica, el cirujano contraería con fuerza el estómago, limitando así el paso de los alimentos. Las suturas de catgut fueron utilizadas por los antiguos romanos ya en el siglo II d.C. También utilizaron suturas con ganchos metálicos. Celso analiza otros tipos de técnicas de sutura en su literatura médica. Escribió que las heridas debían ser suturadas. Los médicos romanos usaban lino, lana, seda, cabello y pinzas para sellar las heridas.

### Amigdalectomías y mastectomías
Los antiguos romanos practicaban las amigdalectomías. Los cirujanos romanos usaban sus dedos o un gancho desafilado para separar el tejido de las amígdalas. El enjuague bucal Vinger se utilizó para inducir la hematopoyesis, o la producción estable de células sanguíneas. Después de la cirugía, se cortaron las amígdalas. Era común que los pacientes sangraran profusamente después del procedimiento. Los cirujanos romanos generalmente también extirpaban la vulva. Para tratar el cáncer de mama, los romanos se sometían a una operación similar a una mastectomía. Quitaría los músculos pectorales del paciente. Galeno escribió que los médicos deberían cortar tejido sano alrededor del tejido infectado. Asegurarse de que se eliminó todo el material canceroso. Esta operación también podría utilizarse como castigo. Por ejemplo, Águeda de Sicilia era una santa cristiana a la que le cortaron los senos.

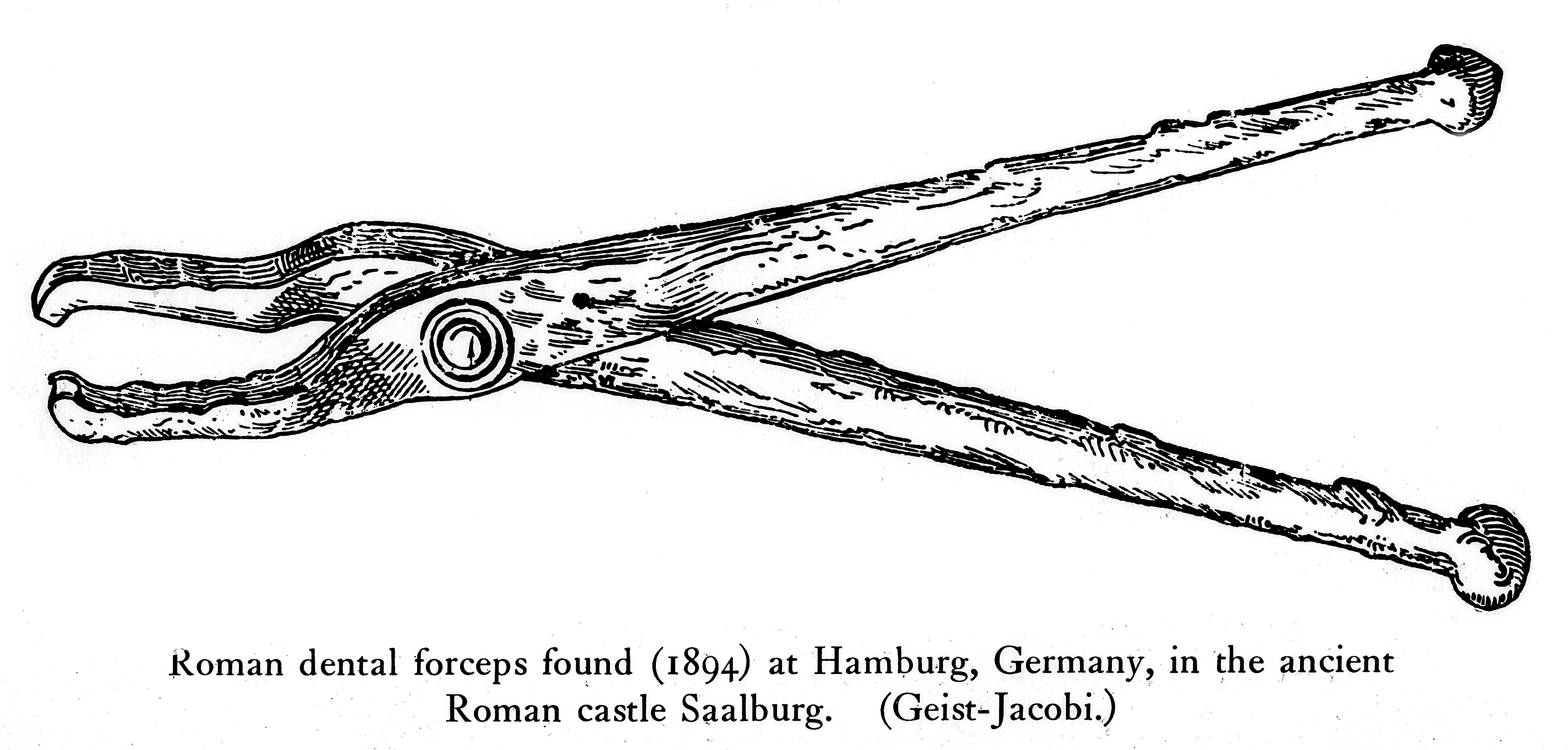
Estas antiguas pinzas dentales romanas se habrían utilizado durante las extracciones de dientes.

### Extracción dental
No está claro qué profesión o profesiones romanas habrían realizado la odontología. Es posible que hubiesen médicos especialistas capacitados para realizar procedimientos dentales, también es posible que la odontología se practicara como un subconjunto de otras profesiones, como estilistas. La extracción dental es un procedimiento quirúrgico oral realizado para extraer dientes. En la antigua Roma, puede haber sido practicado por especialistas que no estaban asociados con ningún otro profesional médico en la antigua Roma. Esta práctica requería que los dientes fueran extraídos suavemente para evitar el peligro involucrado. Este peligro también resultó en que la práctica se volviera rara. La literatura antigua describe otro proceso dedicado a la extracción de dientes. En este proceso, el diente sería agarrado y sacudido hasta que pudiera ser removido con las manos. Otra práctica consistía en cortar la encía y el hueso que rodea un diente y luego extraerlo. Celso recomendó que los médicos también deberían extraer el hueso cerca de los dientes y que deberían negarse a extraer los dientes de los niños a menos que impidieran el crecimiento de los dientes permanentes.

### Otras técnicas
El antiguo cirujano Dioscórides usaba Mandragora offcinarum como analgésico durante la cirugía. Se utilizaban otras sustancias, como el opio, el beleño, el vino, la belladona y el alcohol. La fístula anal se trataba pasando sondas por el ano, luego, una vez que se extraía, se colocaba un hilo de lino. A continuación se atan los extremos de la sábana para sujetar la piel por la fístula. Para tratar las heridas de arma blanca en las que los intestinos se caen del cuerpo, el cirujano primero examina las lesiones de los intestinos y su color. Se suturaba el intestino grueso, y si cualquiera de los intestinos estaba pálido, negro o lívido, el paciente se acostaba boca arriba con las caderas levantadas. Si la herida era demasiado estrecha para permitir un reemplazo fácil de los intestinos, el cirujano la cortaría hasta que fuera "suficientemente ancha". Si los intestinos estaban demasiado secos, se cubrieron con agua. Después de esto, un asistente usaría sus manos o ganchos para separar los márgenes de la herida. Luego se cosía la piel con dos hileras de puntos. Los proyectiles se extraían agrandando el área de la herida con un bisturí y luego usando unas pinzas para sacar el proyectil. Para tratar los abscesos se utilizaba un bisturí o una espátula para realizar incisiones lineales. Posteriormente, se cortaba toda la piel que cubría el pus. Después de la cirugía, se desinfectaba la zona con miel. Otro procedimiento involucró el uso de depresores de lengua o espatomeles para deprimir la lengua de pacientes adultos. A continuación, se abrió el absceso con una sonda o un bisturí.